# Арсиноитеријум
Арсиноитеријум (лат. Arsinoitherium) је изумрла животиња биљојед из класе Mammalia (сисари), величине врло великог носорога, која је живела у областима тропских шума и мочварама, претежно у Африци. Процењује се да је арсиноитеријум живео током касног еоцена и раног олигоцена у периоду од пре 30 до 36 милиона година.
Поседовао је два огромна рога на глави. Друга два рога, много мања и заобљенија, била су смештена изнад очију и прекривена кожом, као код жирафе. Иако по величини и роговима помало подсећа на носорога, нема никаквог сродства са њим.
Ниједна друга врста није потекла од њега, односно са његовим изумирањем се угасила та грана у еволуцији.

## Класификација
Врсте:
- Arsinoitherium andrewsii - Египат
- Arsinoitherium giganteum - Етиопија
- Arsinoitherium zitteli - Египат, Либија, Ангола, Оман